# Наугарзан
Наугарзан (тадж. Навгарзан; прежде Янгиабад-3) — посёлок на самом севере Таджикистана в Аштском районе Согдийской области, подчинен городу Гулистон, находится в непосредственной близости от водораздельного хребта, отделяющего Таджикистан от Узбекистана (Ташкентская область), окружён горами высотой до 4000 м. Непосредственно примыкает к горнодобывающему району Узбекистана вокруг Ангрена.
Горы в окрестности Наугарзана знамениты месторождениями многочисленных редких минералов, в том числе урана и тория, дюфтита и флюорита, горы изрезаны сетью дорог, ведущих к штольням.
В Наугарзане (посёлок Восток, почтовый адрес — Янгиабад-3) располагался рудник по добыче флюорита (по другим данным — урана), для разработок которого был воздвигнут посёлок с расчётным населением около 50 тыс. человек. Строительство и заселение приходилось на 1960-е годы. По причинам, не опубликованным в печати (возможно аварии, возможно — выработке рудника) рудник был ликвидирован (по непроверенным данным — взорван), а посёлок оставлен немногочисленными жителями, полноценного планового заселения так и не состоялось. В 1980-е годы город какое-то время оставался покинутым.
После распада СССР в Наугарзане была установлена пограничная застава. Через Наугарзанский перевал в 2000 году прорвалась группа исламистских радикально настроенных боевиков и пробралась в окрестности Ташкента.
В настоящее время в Наугарзане расположена пограничная застава, окрестности основательно заминированы. Оползень, возникший в результате неосторожных разработок, угрожает окрестным населённым пунктам Таджикистана и Узбекистана.
По спутниковым снимкам на месте карьера расположено озеро.

## Население
| 2010 | 2020 | 2021 | 2022 |
| ---- | ---- | ---- | ---- |
| 453  | 460  | 400  | 500  |